# Wicher-Klasse
Die Wicher-Klasse war eine Klasse von zwei Zerstörern der polnischen Marine im Zweiten Weltkrieg und danach. Die beiden polnischen Schiffe wurden zwischen 1927 und 1932 in Frankreich gebaut. Die Burza wurde noch vor Kriegsbeginn in der Operation Peking erfolgreich mit zwei weiteren größeren polnischen Schiffen nach Großbritannien evakuiert.
Die Wicher wurde bereits am dritten Kriegstag von deutschen Flugzeugen versenkt. Nach Kriegsende kehrte die Burza nach Polen zurück, wo sie noch bis 1960 im Einsatz war.

## Vorgeschichte und Bau
Die infolge des Ersten Weltkrieges entstandene Republik Polen besaß anfangs nur kleinere und ältere Marineeinheiten, die großteils aus den Beständen der Kaiserlichen Marine stammten. Die polnische Küste zur Ostsee war mit einer Länge von 142 km relativ kurz und beschränkte sich hauptsächlich auf die Danziger Bucht, weshalb eigentlich keine größeren Überwassereinheiten für nötig befunden wurden.
Zu Beginn der 1920er Jahre wurde infolge des Polnisch-Sowjetischen Krieges die Sowjetunion als möglicher Gegner gesehen, und der polnischen Marine fiel die Aufgabe zu, in einem möglichen Konflikt die Nachschubkonvois aus dem verbündeten Frankreich zu sichern. Ab 1924 begannen die Planungen für den Bau von neun U-Booten.
Nach dem Zollkrieg mit Deutschland geriet Polen in finanzielle Schwierigkeiten, und die Regierung Władysław Grabski musste einen Kredit in Frankreich aufnehmen. Es wird vermutet, dass mehrere einflussreiche Mitglieder der französischen Regierung Aktionäre der neu gegründeten Werft Chantiers Naval Français in Caen waren. Jedenfalls wurde die Kreditvergabe an die Bedingung geknüpft, dass die polnische Marine dieser Werft einen Rüstungsauftrag gab. Die neue Werft hatte aber keinerlei Erfahrung mit der relativ neuen und komplizierten U-Boot-Waffe, weshalb die ursprünglichen U-Boot-Pläne auf die drei Boote der Wilk-Klasse reduziert und stattdessen am 2. April 1926 zwei Zerstörer in Auftrag gegeben wurden.
Die beiden Schiffe wurden 1927 auf Kiel gelegt. Die Klasse wurde aus der französischen Bourrasque-Klasse weiterentwickelt. Die Konstruktion hatte von Anfang an schwere Mängel. Die Zerstörer waren relativ langsam, hatten mit ihren drei großen Schornsteinen eine sehr hohe Silhouette und waren mangelhaft bewaffnet. Die zu schwach konstruierten Schotte stellten ein Problem dar, da sie die Schiffe sehr verwundbar gegen Unterwasserschäden machten. Schließlich mangelte es den Schiffen auch noch an Stabilität, da die Tanks ungünstig angeordnet waren. Einige der Konstruktionsfehler konnten später korrigiert werden.
Der Bau selbst verzögerte sich im Falle der Wicher um zwei Jahre. Die Burza wurde sogar fast vier Jahre zu spät ausgeliefert.
Die Dampfturbinen wurden von Ateliers et Chantiers de la Loire in Saint-Nazaire gebaut, die Bewaffnung vom französischen Marinearsenal in Cherbourg geliefert.
Die Baukosten für die beiden Zerstörer betrugen 22 Mio. Złoty.

## Bewaffnung
Einer der Hauptkritikpunkte an den Schiffen war die mangelhafte Bewaffnung, weshalb diese mehrfach verändert wurde. Im Falle der Burza, die 28 Jahre im Einsatz war und in verschiedenen militärischen Bündnissen diente, gab es auch politische Gründe für die Umbaumaßnahmen.

### Wicher

#### 1930–1935
- vier Geschütze 13,0 cm Schneider-Creusot Modell 1924 in vier Geschütztürmen (wz. 19/24)
- zwei Flugabwehrkanonen 4,0 cm Vickers-Armstrong 2 pdr Mk II  in zwei Lafetten (wz. 28)
- vier Torpedorohre (2 Doppellafetten) des Kalibers 55,0 cm (umrüstbar auf 53,3 cm und 45,0 cm)
- zwei Wasserbombenwerfer 24,0 cm Thornycroft
- zwei Wasserbombenwerfer wz. BH200
- bis zu 60 Seeminen wz. 08

#### 1935–1939
- vier 13,0-cm-Geschütze Schneider-Creusot Modell 1924 in vier Geschütztürmen (wz. 19/24)
- zwei 4,0-cm-Flugabwehrkanonen Vickers-Armstrong 2 pdr Mk II in zwei Lafetten (wz. 28)
- zwei 13,2-mm-Hotchkiss-sMG (wz.30)
- vier Torpedorohre (zwei Doppellafetten) des Kalibers 55,0 cm (umrüstbar auf 53,3 cm und 45,0 cm)
- zwei Wasserbombenwerfer wz. BH200
- bis zu 60 Seeminen wz. 08

### Burza

#### 1932–1940
- vier Geschütze 13,0 cm Schneider-Creusot Modell 1924 in vier Geschütztürmen (wz. 19/24)
- zwei Flugabwehrkanonen 4,0 cm Vickers-Armstrong 2 pdr Mk II in 2 Lafetten (wz. 28)
- vier 13,2-mm-sMG (wz.30) Hotchkiss in zwei Doppellafetten (seit 1935)
- sechs Torpedorohre (2 Dreifachlafetten) des Kalibers 55,0 cm (umrüstbar auf 53,3 cm und 45,0 cm)
- zwei Wasserbombenwerfer wz. BH200
- ein Wasserbombenwerfer 24,0 cm Thornycroft
- bis zu 30 Seeminen wz. 08

#### 1940–1942
- vier 130-mm-Geschütze Schneider-Creusot Modell 1924 in vier Geschütztürmen (wz. 19/24)
- eine 76-mm-Maschinenkanone
- zwei 40-mm-Flugabwehrkanonen Vickers-Armstrong 2 pdr Mk II in zwei Lafetten (wz. 28)
- vier 13,2-mm-sMG Hotchkiss(wz.30) in zwei Doppellafetten
- acht 12,7-mm-SMG Vickers in zwei Vierfachlafetten
- drei Torpedorohre (eine Dreifachlafetten) des Kalibers 55,0 cm (umrüstbar auf 53,3 cm und 45,0 cm)
- zwei Wasserbombenwerfer wz. BH200
- zwei Wasserbombenwerfer 24,0 cm Thornycroft

#### 1942–1946
- zwei 130-mm-Geschütze Schneider-Creusot Modell 1924 in zwei Geschütztürmen (wz. 19/24)
- eine 76-mm-Maschinenkanone
- vier 40-mm-Flugabwehrkanonen Mk VIII in einer Vierfachlafette
- vier 20-mm-Oerlikon-Luftabwehr-MKs
- drei Torpedorohre (eine Dreifachlafette) des Kalibers 55,0 cm (umrüstbar auf 53,3 cm und 45,0 cm)
- ein Hedgehog-Wasserbombenwerfer
- zwei Wasserbombenwerfer wz. BH200
- vier Wasserbombenwerfer 24,0 cm Thornycroft

#### Ab 1955
- vier 100-mm-Geschütze in Einzelaufstellung
- acht 37-mm-Flugabwehrkanonen in vier Doppellafetten
- ein Wasserbombenabschussgerät
- vier Wasserbombenwerfer

## Schiffe der Klasse

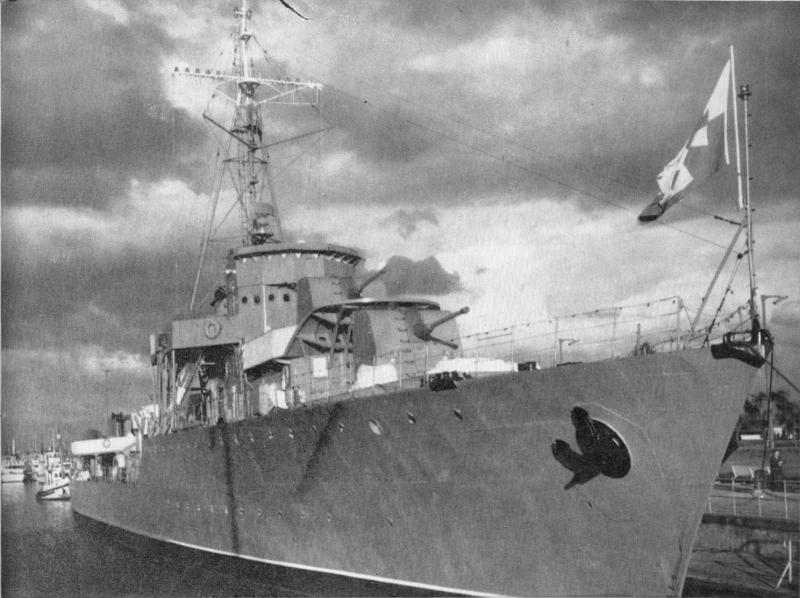
Burza als Museumsschiff

- Wicher (poln.: „Wicher“ = „Starkwind“)
  - Kiellegung: 19. Februar 1927
  - Stapellauf: 10. Juli 1928
  - Indienststellung: 8. Juli 1930
  - Geschichte und Verbleib:
    - verteidigte zu Kriegsbeginn gemeinsam mit Gryf den Hafen von Hela und wurde dort am 3. September 1939 von deutschen Flugzeugen versenkt.

- Burza (poln.: „Burza“ = „Gewitter“)
  - Kiellegung: 1. November 1927
  - Stapellauf: 16. April 1929
  - Indienststellung: 10. Juli 1932
  - Geschichte und Verbleib:
    - 30. August 1939 im Rahmen der Operation Peking nach Großbritannien evakuiert
    - bis 1944 Teilnahme an diversen Operationen der Alliierten, danach Ausbildungsschiff
    - 1945 U-Boot-Versorger
    - 1946 an die Royal Navy
    - 1951 zurück nach Polen und generalüberholt
    - 1955 erneute Indienststellung
    - 28. Juni 1960 endgültig stillgelegt
    - bis 1977 Museumsschiff in Gdingen, danach abgebrochen